# Изадора Данкан
Изадора Данкан (енгл. Isadora Duncan; Сан Франциско, 27. мај 1877 — Ница, 14. септембар 1927) је била америчка плесачица.
Рођена је као Анџела Изадора Данкан (енгл. Angela Isadora Duncan), многи је сматрају мајком модерног плеса. Иако никада није била популарна у САД, забављала је публику широм Европе. Године 1900, преселила се у Париз.
Једно време је била удата за руског писца Сергеја Александровича Јесењина.
Преминула је трагично, када јој се током вожње у „Бугатију“ дуги црвени шал уплео у точак возила и угушио је.
О њеном животу снимљен је филм „Изадора“, 1968. године, у режији Карела Рајша, са Ванесом Редгрејв у главној улози.н

## Биографија

### Детињство и младост
Рођена је у САД 1877. године као најмлађе дете својих родитеља. Изадора је имала два брата и сестру. Сестра Елизабет Данкан је такође била плесачица. Њен брат Аугустин Данкан је био познати режисер. Најстарији брат Рејмонд Данкан је био познати филозоф, песник и уметник. Родитељи Исидоре Данкан су се развели док је она била још беба. Напустила је школу због сиромаштва и почела да даје часове плеса другој деци.

### Плес и школа плеса
Напустила је Сан Франциско и селила се од Чикага до Њујорка. Нашла је привремен посао у Augustin Daly's театру. Преселила се у Лондон 1898. године после смрти свога оца заједно са породицом. Тамо плеше у салонима високе класе. Године 1900. се сели у Париз са братом и мајком. Године 1902. се упознаје са уметницом Лои Фулер која јој касније спонзорише концерте у Европи. У том периоду је упознала филозофа Ничеа и добила идеју да почне свој филозофски правац у плесу. Почиње да плеше уз класичну музику што изазива чуђење код публике.
Током турнеја, Изадора је створила свој стил у плесу који је фокусиран на природно кретање тела уместо строге технике балета. Тај њен стил је постао врло популаран, те је и сама она постала врло популарна у Европи. Отворила је школу за младе девојке жељне плеса. Прва таква школа је настала У Гренвалду у Немачкој. У то граду је основала плесну групу Изадоре у којој су биле шест младих девојчица. Њихов први наступ је био 1905. године. Касније их она усваја и оне добијају презиме Данкан. Касније отвара и плесну школу у Француској али се затвара због Првог светског рата. Одлази неколико пута у САД због турнеја али никада више не живи тамо.

### Приватни живот
Изадора је била феминисткиња, бисексуалка и комунисткиња. Године 1906. добија ћерку са Гордоном Крејгом. Године 1909. добија сина са једним француским Јеврејином. Оба детета су јој страдала у саобраћајној несрећи. Године 1921. одлази у Русију и тамо упознаје Сергеја Јесењина за кога се удаје 1922. године. Тај брак не траје дуго због менталне болести Сергеја Јесењина. После друге године растанка се Јесењин убија. Изадора доживљава крах своје плесне школе када СССР одлучује да је не финансира више. Она се притом одаје алкохолу. Године 1927. она пише биографију названу Мој живот. Септембра те исте године се угушила шалом када се уплео у точкове аутомобила у којем се возила.

## Оставштина
Данкан је позната као „Мајка плеса”. Иако њене школе у Европи нису дуго трајале, Данканов рад је имао утицаја на уметност и њен стил се још увек игра по упутствима Марије-Терезе Данкан, Ане Данкан, и Ирме Данкан, три од њених шест усвојених ћерки. Процес усвајања никада није верификован, али је свих шест Изадориних плесачица променило презиме у Данкан. Преко њене сестре Елизабете, Данканов приступ је усвојила Јармила Јерабкова из Прага, где њено наслеђе и даље постоји. До 1913. већ је била слављена. Када је Позориште на Јелисејским пољима изграђено, њен лик је урезан у његовом барељефу изнад улаза од стране вајара Антоана Бурдела и укључен у осликане мурале девет муза Мориса Денија у гледалишту. Године 1987, примљена је у Национални музеј игре и дворану славних.
Ана, Лиза, Тереза и Ирма, ученице прве школе Изедоре Данкан, наставиле су естетске и педагошке принципе Изадориног рада у Њујорку и Паризу. Кореограф и играч Џулија Левијен је такође била кључна у унапређењу Данкановог рада кроз формирање Дунканског плесног цеха током 1950-их и оснивањем Данканске стогодишње компаније 1977. године.
Други начин на који су Изадорине плесне технике биле пренете било је формирање Друштва за наслеђе Изадоре Данкан, од стране Мињоне Гарланд, коју су плесу подучавала два Данканова кључна ученика. Гарландова је била толики обожаватељ да је касније живела у згради подигнутој на истом месту и адреси као и Изадора, подигла је спомен плочу у близини улаза, која је и даље тамо према подацима из 2016. Гарландова је такође успела да уреди да Сан Франциско преименује уличицу на истом блоку из Аделејд плејс у Изадора Дaнкан лејн.
У медицини, синдром Изадоре Данкан се односи на повреду или смрт као последицу заплетања оковратника са точком или другом машином.